# Kandi (Benin)
Kandi egy város, kerület és község Kelet-Benin Alibori megyéjében. Kandi eredetileg mezőváros volt, ma pedig elsősorban mezőgazdasági központ. Az ország fő, észak-déli irányú főútvonalán, autópályán 650 kilométerre Cotonoutól és északra 523 kilométerre Porto-Novótól fekszik. A város Alibori megye fővárosa. A község területe 3,421 km², lakossága 2013-ban 177 683 fő volt.   A városnak 2002-ben mindössze 27 227 lakosa volt.

## Történelem
Kandit a Bariba Királyság, a Borgu Konföderáció egyik mellékága alapította. A körülvett falvak délen és nyugaton bariba népek, északon pedig Mokole jorubák lakták, akik az Oyo Birodalom megalapításának háborúi elől menekültek. A környező vidék ma is Bariba.

## Földrajz
Kandi község 650 kilométerre van Cotonoutól. Községileg északon Malanville, délen Gogounou, nyugaton Banikoara és keleten Ségbana határolja.

### Éghajlat
Kandi trópusi szavannai éghajlattal rendelkezik (Köppen éghajlati besorolása).

## Adminisztratív kerületek
Kandi 10 kerületre van felosztva: Kandi I, Kandi II, Kandi III, Angaradébou, Bensékou, Donwari, Kassakou, Saah, Sam és Sonsoro. 39 faluból és 9 városrészből áll.

## Gazdaság
A lakosság nagy része mezőgazdasági tevékenységet folytat, ezt követi a kereskedelem, a szállítás és a kézművesség. A főbb termesztett növények a kukorica, gyapot, kapok, köles és a földimogyoró. A közelben jelentős, jó minőségű vaslelőhelyek is találhatók.

## Közlekedés
A város a RNIE 2 autópályán található, és a várostól északra található Kandi repülőtér szolgálja ki.

## Fordítás
Ez a szócikk részben vagy egészben  a   Kandi, Benin című angol Wikipédia-szócikk ezen változatának fordításán alapul.  Az eredeti cikk szerkesztőit annak laptörténete sorolja fel. Ez a jelzés csupán a megfogalmazás eredetét és a szerzői jogokat jelzi, nem szolgál a cikkben szereplő információk forrásmegjelöléseként.